# Abū Khaẕrārī
Abū Khaẕrārī (persiska: ابو خضراری, Abū Khaẕrāvī) är en ort i Iran.   Den ligger i provinsen Khuzestan, i den västra delen av landet, 700 km söder om huvudstaden Teheran. Abū Khaẕrārī ligger 2 meter över havet och antalet invånare är 594.
Terrängen runt Abū Khaẕrārī är mycket platt. Runt Abū Khaẕrārī är det ganska tätbefolkat, med 134 invånare per kvadratkilometer. Närmaste större samhälle är Arvand Kenār, 16,8 km sydost om Abū Khaẕrārī. Trakten runt Abū Khaẕrārī är ofruktbar med lite eller ingen växtlighet.